# Jacques Ier d'Alexandrie
Pour les articles homonymes, voir Jacques Ier.

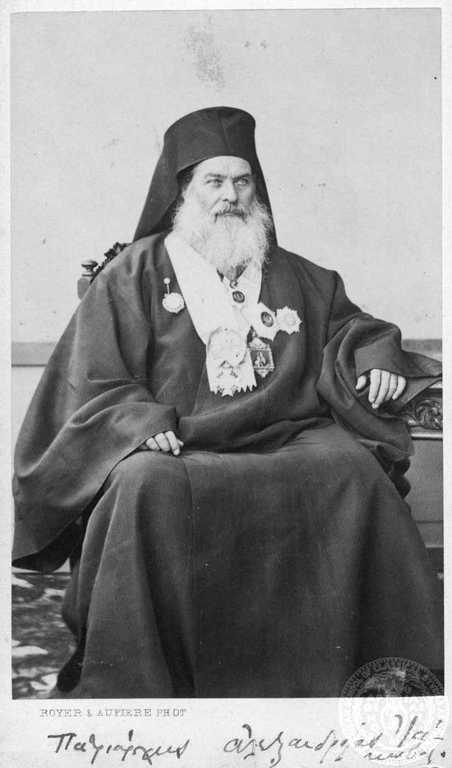
d'Alexandrie

Jacques ou Jacob Ier (né à Patmos en 1803-mort en 1865) est pape et patriarche orthodoxe d'Alexandrie et de toute l'Afrique du 6 juin 1861 au 30 décembre 1865.